# Вільменрод
Вільменрод (нім. Willmenrod) — громада в Німеччині, розташована в землі Рейнланд-Пфальц. Входить до складу району Вестервальд. Складова частина об'єднання громад Вестербург.
Площа — 3,63 км2. Населення становить 647 ос. (станом на 31 грудня 2020).